# Pisione longipalpa
Pisione longipalpa är en ringmaskart som beskrevs av Uschakov 1956. Pisione longipalpa ingår i släktet Pisione och familjen Pisionidae. Inga underarter finns listade i Catalogue of Life.